# Rommele socken
Rommele socken i Västergötland ingick i Flundre härad, ingår sedan 1971 i Trollhättans kommun och motsvarar från 2016 Rommele distrikt.
Socknens areal är 20,40 kvadratkilometer varav 19,33 land. År 2000 fanns här 484 invånare.  Sockenkyrkan Rommele kyrka ligger i socknen.   

## Administrativ historik
Socknen har medeltida ursprung. 
Vid kommunreformen 1862 övergick socknens ansvar för de kyrkliga frågorna till Rommele församling och för de borgerliga bildades Rommele landskommun.  Landskommunen inkorporerades 1952 i Flundre landskommun som upplöstes 1971 då denna del uppgick i Trollhättans kommun. Församlingen uppgick 2008 i Fors-Rommele församling som 2010 överfördes från Göteborgs stift till Skara stift. 1 januari 2023 uppgick Fors-Rommele församling i en nybildad Rommele församling.
1 januari 2016 inrättades distriktet Rommele, med samma omfattning som församlingen hade 1999/2000.  
Socknen har tillhört län, fögderier, tingslag och domsagor enligt vad som beskrivs i artikeln Flundre härad. De indelta soldaterna tillhörde Västgöta regemente, Barne kompani och de indelta båtsmännen tillhörde Västergötlands båtsmanskompani..

## Geografi och natur
Rommele socken ligger söder om Trollhättan med sjön Gravlången (delas med Fors och Upphärads socknar i Trollhättans kommun samt Tunge och Ale-Skövde socknar i Lilla Edets kommun) i sydväst och kring Slumpån. Socknen är i sin centrala del en uppodlad slättbygd som omges av skogsbygd.
Häggsjöryrs naturreservat är ett kommunalt naturreservat.
En sätesgård var Kalltorps herrgård.
| - Härstorp - Kalvhed - Ålestad, by med kvarn som ligger nära sjön Gravlången. | - Angunneryr gård nära järnvägen. - Anstorp, gård vid Lerumsån. - Hällestorp, gård nära Lerumsån. - Kalltorp, herrgård vid sjön Gravlången väster om Upphärads järnvägsstation. - Torpet |

## Fornlämningar
Boplatser och en hällkista från stenåldern är funna. Från järnåldern finns högar och ett gravfält.

## Befolkningsutveckling
Befolkningen ökade från 586 1810 till 866 1870 varefter den minskade till 252 1970 då den var som minst under 1900-talet. Därefter vände folkmängden uppåt igen till 499 1990.

## Namnet
Namnet skrevs 1349 Romvndälef kommer från kyrkbyn. Namnet innehåller mansnamnet Romund och löv, 'arvegods'.
Före 21 september 1906 skrevs namnet även Rommeleds socken.